# Округ Трутнов
Округ Трутнов (чеш. Okres Trutnov) је округ у Краловехрадечком крају, у Чешкој Републици. Административно средиште округа је град Трутнов.

## Становништво
Према подацима о броју становника из 2012. године округ је имао 120.058 становника.